# Gulhårig säckspinnare
Gulhårig säckspinnare (Sterrhopterix standfussi) är en fjärilsart som först beskrevs av Maximilian Ferdinand Wocke 1851.  Gulhårig säckspinnare ingår i släktet Sterrhopterix, och familjen säckspinnare. Arten är reproducerande i Sverige.

## Bildgalleri

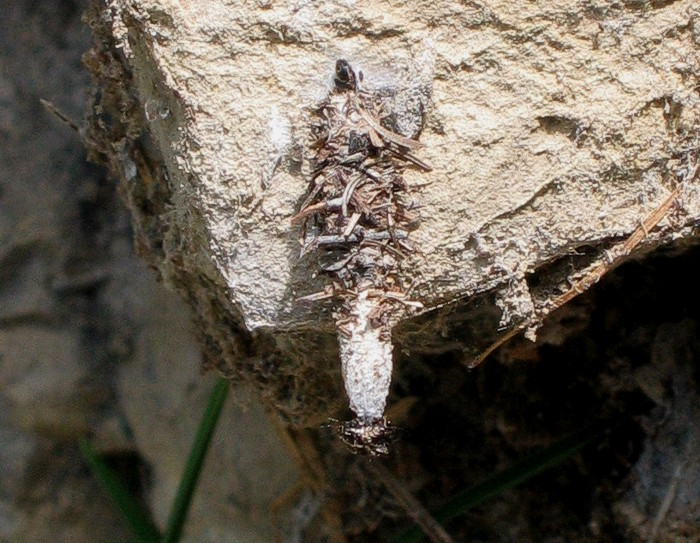
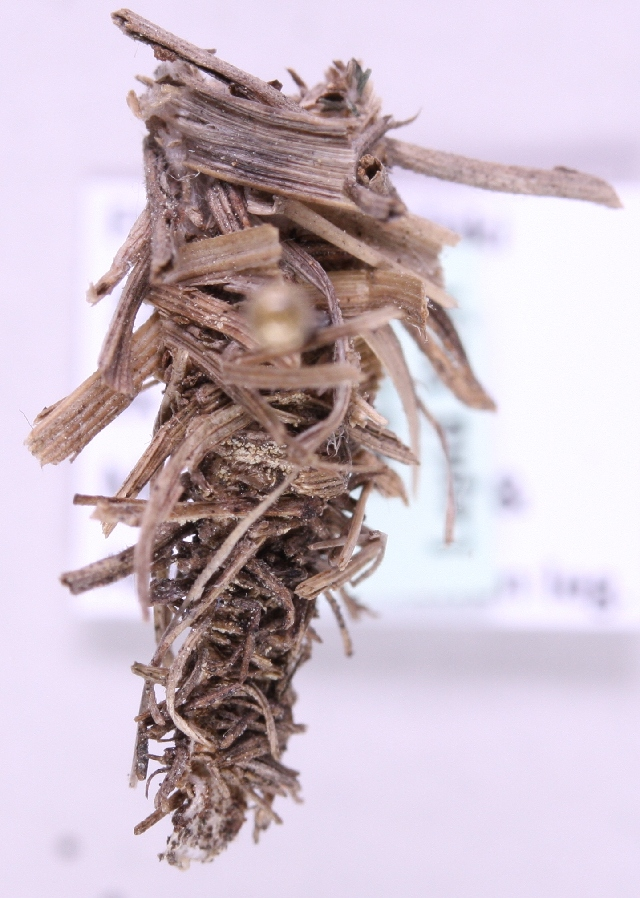